# Copa Davis de 2022
A Copa Davis de 2022 foi a 110ª edição do mais importante torneio entre países do tênis masculino.

## Finais

### Qualificatório
As equipes vencedoras se classificam para a fase de grupos, em setembro. As perdedoras jogam os plays-offs na mesma data, mas para ascender ao qualificatório ou serem rebaixadas aos grupos regionais do ano seguinte.
Datas: 4 e 5 de março de 2022.
|  |                              |                              |                              |   |         |                            |                            |                            |   |   |                                   |                                   |                                   |  |  |                                       |                                       |                                       |
|  | Pau, França - duro (coberto) | Pau, França - duro (coberto) | Pau, França - duro (coberto) |   |         | Marbella, Espanha - saibro | Marbella, Espanha - saibro | Marbella, Espanha - saibro |   |   | Espoo, Finlândia - duro (coberto) | Espoo, Finlândia - duro (coberto) | Espoo, Finlândia - duro (coberto) |  |  | Reno, Estados Unidos - duro (coberto) | Reno, Estados Unidos - duro (coberto) | Reno, Estados Unidos - duro (coberto) |
|  | Pau, França - duro (coberto) | Pau, França - duro (coberto) | Pau, França - duro (coberto) |   |         | Marbella, Espanha - saibro | Marbella, Espanha - saibro | Marbella, Espanha - saibro |   |   | Espoo, Finlândia - duro (coberto) | Espoo, Finlândia - duro (coberto) | Espoo, Finlândia - duro (coberto) |  |  | Reno, Estados Unidos - duro (coberto) | Reno, Estados Unidos - duro (coberto) | Reno, Estados Unidos - duro (coberto) |
|  | 1                            | França                       | 4                            | 2 | Espanha | 3                          |                            | Finlândia                  | 2 | 4 | Estados Unidos                    | 3                                 |                                   |  |  |                                       |                                       |                                       |
|  | 1                            | França                       | 4                            | 2 | Espanha | 3                          |                            | Finlândia                  | 2 | 4 | Estados Unidos                    | 3                                 |                                   |  |  |                                       |                                       |                                       |
|  |                              | Equador                      | 0                            |   | Roménia | 1                          | 3                          | Bélgica                    | 3 |   | Colômbia                          | 0                                 |                                   |  |  |                                       |                                       |                                       |
|  |                              | Equador                      | 0                            |   | Roménia | 1                          | 3                          | Bélgica                    | 3 |   | Colômbia                          | 0                                 |                                   |  |  |                                       |                                       |                                       |

|  |                                        |                                        |                                        |   |          |                                 |                                 |                                 |   |   |                                         |                                         |                                         |  |  |                          |                          |                          |
|  | Haia, Países Baixos - saibro (coberto) | Haia, Países Baixos - saibro (coberto) | Haia, Países Baixos - saibro (coberto) |   |          | Rio de Janeiro, Brasil - saibro | Rio de Janeiro, Brasil - saibro | Rio de Janeiro, Brasil - saibro |   |   | Bratislava, Eslováquia - duro (coberto) | Bratislava, Eslováquia - duro (coberto) | Bratislava, Eslováquia - duro (coberto) |  |  | Sydney, Austrália - duro | Sydney, Austrália - duro | Sydney, Austrália - duro |
|  | Haia, Países Baixos - saibro (coberto) | Haia, Países Baixos - saibro (coberto) | Haia, Países Baixos - saibro (coberto) |   |          | Rio de Janeiro, Brasil - saibro | Rio de Janeiro, Brasil - saibro | Rio de Janeiro, Brasil - saibro |   |   | Bratislava, Eslováquia - duro (coberto) | Bratislava, Eslováquia - duro (coberto) | Bratislava, Eslováquia - duro (coberto) |  |  | Sydney, Austrália - duro | Sydney, Austrália - duro | Sydney, Austrália - duro |
|  |                                        | Países Baixos                          | 4                                      |   | Brasil   | 1                               |                                 | Eslováquia                      | 2 | 8 | Austrália                               | 3                                       |                                         |  |  |                          |                          |                          |
|  |                                        | Países Baixos                          | 4                                      |   | Brasil   | 1                               |                                 | Eslováquia                      | 2 | 8 | Austrália                               | 3                                       |                                         |  |  |                          |                          |                          |
|  | 5                                      | Canadá                                 | 0                                      | 6 | Alemanha | 3                               | 7                               | Itália                          | 3 |   | Hungria                                 | 2                                       |                                         |  |  |                          |                          |                          |
|  | 5                                      | Canadá                                 | 0                                      | 6 | Alemanha | 3                               | 7                               | Itália                          | 3 |   | Hungria                                 | 2                                       |                                         |  |  |                          |                          |                          |

|  |                                |                                |                                |    |        |                                      |                                      |                                      |   |    |                                  |                                  |                                  |  |  |                                      |                                      |                                      |
|  | Oslo, Noruega - duro (coberto) | Oslo, Noruega - duro (coberto) | Oslo, Noruega - duro (coberto) |    |        | Helsingborg, Suécia - duro (coberto) | Helsingborg, Suécia - duro (coberto) | Helsingborg, Suécia - duro (coberto) |   |    | Buenos Aires, Argentina - saibro | Buenos Aires, Argentina - saibro | Buenos Aires, Argentina - saibro |  |  | Seul, Coreia do Sul - duro (coberto) | Seul, Coreia do Sul - duro (coberto) | Seul, Coreia do Sul - duro (coberto) |
|  | Oslo, Noruega - duro (coberto) | Oslo, Noruega - duro (coberto) | Oslo, Noruega - duro (coberto) |    |        | Helsingborg, Suécia - duro (coberto) | Helsingborg, Suécia - duro (coberto) | Helsingborg, Suécia - duro (coberto) |   |    | Buenos Aires, Argentina - saibro | Buenos Aires, Argentina - saibro | Buenos Aires, Argentina - saibro |  |  | Seul, Coreia do Sul - duro (coberto) | Seul, Coreia do Sul - duro (coberto) | Seul, Coreia do Sul - duro (coberto) |
|  |                                | Noruega                        | 1                              | 10 | Suécia | 3                                    | 11                                   | Argentina                            | 4 |    | Coreia do Sul                    | 3                                |                                  |  |  |                                      |                                      |                                      |
|  |                                | Noruega                        | 1                              | 10 | Suécia | 3                                    | 11                                   | Argentina                            | 4 |    | Coreia do Sul                    | 3                                |                                  |  |  |                                      |                                      |                                      |
|  | 9                              | Cazaquistão                    | 3                              |    | Japão  | 2                                    |                                      | Chéquia                              | 0 | 12 | Áustria                          | 1                                |                                  |  |  |                                      |                                      |                                      |
|  | 9                              | Cazaquistão                    | 3                              |    | Japão  | 2                                    |                                      | Chéquia                              | 0 | 12 | Áustria                          | 1                                |                                  |  |  |                                      |                                      |                                      |

### Fase de grupos
Em 2022, o evento está dividido em dois: a fase de grupos, entre 13 e 18 de setembro e em quatro cidades, e a eliminatória, 22 e 27 de novembro, em Málaga. Dezesseis equipes disputam o troféu:
- 1 finalista da edição anterior (Croácia, pois a Rússia, defensora do título, foi suspensa);
- 1 semifinalista com melhor ranking da edição anterior (Sérvia);
- 2 equipes convidadas (Canadá e Grã-Bretanha);
- 12 vencedores do Qualificatório, em março de 2022.

| Grupo A                               | Grupo B                                   | Grupo C                                 | Grupo D                                                     |
| Bolonha                               | Valência                                  | Hamburgo                                | Glasglow                                                    |
| ------------------------------------- | ----------------------------------------- | --------------------------------------- | ----------------------------------------------------------- |
| Unipol Arena                          | Pavelló Municipal Font de Sant Lluís      | Am Rothenbaum                           | Emirates Arena                                              |
| Argentina · Croácia · Itália · Suécia | Canadá · Coreia do Sul · Espanha · Sérvia | Alemanha · Austrália · Bélgica · França | Cazaquistão · Estados Unidos · Grã-Bretanha · Países Baixos |

### Fase eliminatória
Todos jogos aconteceram em Málaga, na Espanha, na Martin Carpena, em quadra dura coberta.
|  |                  |                  |                  |                |   |            |                |            |  |  |       |       |       |
|  | Quartas de final | Quartas de final | Quartas de final |                |   | Semifinais | Semifinais     | Semifinais |  |  | Final | Final | Final |
|  | Quartas de final | Quartas de final | Quartas de final |                |   | Semifinais | Semifinais     | Semifinais |  |  | Final | Final | Final |
|  | 24 de novembro   |                  |                  |                |   |            |                |            |  |  |       |       |       |
|  |                  |                  |                  |                |   |            |                |            |  |  |       |       |       |
|  | 1º A             | Itália           | 2                |                |   |            |                |            |  |  |       |       |       |
|  | 1º A             | Itália           | 2                | 26 de novembro |   |            |                |            |  |  |       |       |       |
|  | 2º D             | Estados Unidos   | 1                |                |   |            |                |            |  |  |       |       |       |
|  | 2º D             | Estados Unidos   | 1                |                |   | Itália     | Itália         | 1          |  |  |       |       |       |
|  | 24 de novembro   |                  |                  |                |   | Itália     | Itália         | 1          |  |  |       |       |       |
|  |                  |                  | Canadá           | Canadá         | 2 |            |                |            |  |  |       |       |       |
|  | 1º C             | Alemanha         | Canadá           | Canadá         | 2 | 1          |                |            |  |  |       |       |       |
|  | 1º C             | Alemanha         |                  |                |   | 1          | 27 de novembro |            |  |  |       |       |       |
|  | 2º B             | Canadá           | 2                |                |   |            |                |            |  |  |       |       |       |
|  | 2º B             | Canadá           | 2                |                |   | Canadá     | Canadá         | 2          |  |  |       |       |       |
|  | 22 de novembro   |                  |                  |                |   | Canadá     | Canadá         | 2          |  |  |       |       |       |
|  |                  |                  | Austrália        | Austrália      | 0 |            |                |            |  |  |       |       |       |
|  | 1º D             | Países Baixos    | Austrália        | Austrália      | 0 | 0          |                |            |  |  |       |       |       |
|  | 1º D             | Países Baixos    | 25 de novembro   |                |   | 0          |                |            |  |  |       |       |       |
|  | 2º C             | Austrália        | 2                |                |   |            |                |            |  |  |       |       |       |
|  | 2º C             | Austrália        | 2                |                |   | Austrália  | Austrália      | 2          |  |  |       |       |       |
|  | 23 de novembro   |                  |                  |                |   | Austrália  | Austrália      | 2          |  |  |       |       |       |
|  |                  |                  | Croácia          | Croácia        | 1 |            |                |            |  |  |       |       |       |
|  | 1º B             | Espanha          | Croácia          | Croácia        | 1 | 0          |                |            |  |  |       |       |       |
|  | 1º B             | Espanha          |                  |                |   |            |                |            |  |  |       |       |       |
|  | 2º A             | Croácia          | 2                |                |   |            |                |            |  |  |       |       |       |
|  | 2º A             | Croácia          | 2                |                |   |            |                |            |  |  |       |       |       |

### Final

#### Canadá vs. Austrália
| Canadá 2 | Martin Carpena Arena, Málaga, Espanha 27 de novembro duro (coberto) | Martin Carpena Arena, Málaga, Espanha 27 de novembro duro (coberto)  | Austrália 0 |     |   |            |   |  |
| \| 1 \| \| Denis Shapovalov Thanasi Kokkinakis \| 6 2 \| 6 4 \| \| \| \| 2 \| \| Félix Auger-Aliassime Alex de Minaur \| 6 3 \| 6 4 \| \| \| \| 3 \| \| Félix Auger-Aliassime / Vasek Pospisil Max Purcell / Jordan Thompson \| \| \| \| não jogado \| \| 4 \| \| \| \| \| \| \| \| 5 \| \| \| \| \| \| \| |                                                                     |                                                                      |             |     |   |            |   |  |
| |                                                                     |                                                                      | 1           | 2   | 3 | 4          | 5 |  |
| 1 | Canadá · Austrália                                                  | Denis Shapovalov Thanasi Kokkinakis                                  | 6 2         | 6 4 |   |            |   |  |
| 2 | Canadá · Austrália                                                  | Félix Auger-Aliassime Alex de Minaur                                 | 6 3         | 6 4 |   |            |   |  |
| 3 | Canadá · Austrália                                                  | Félix Auger-Aliassime / Vasek Pospisil Max Purcell / Jordan Thompson |             |     |   | não jogado |   |  |
| 4 | Canadá · Austrália                                                  |                                                                      |             |     |   |            |   |  |
| 5 | Canadá · Austrália                                                  |                                                                      |             |     |   |            |   |  |